# Thomas B. Hayward

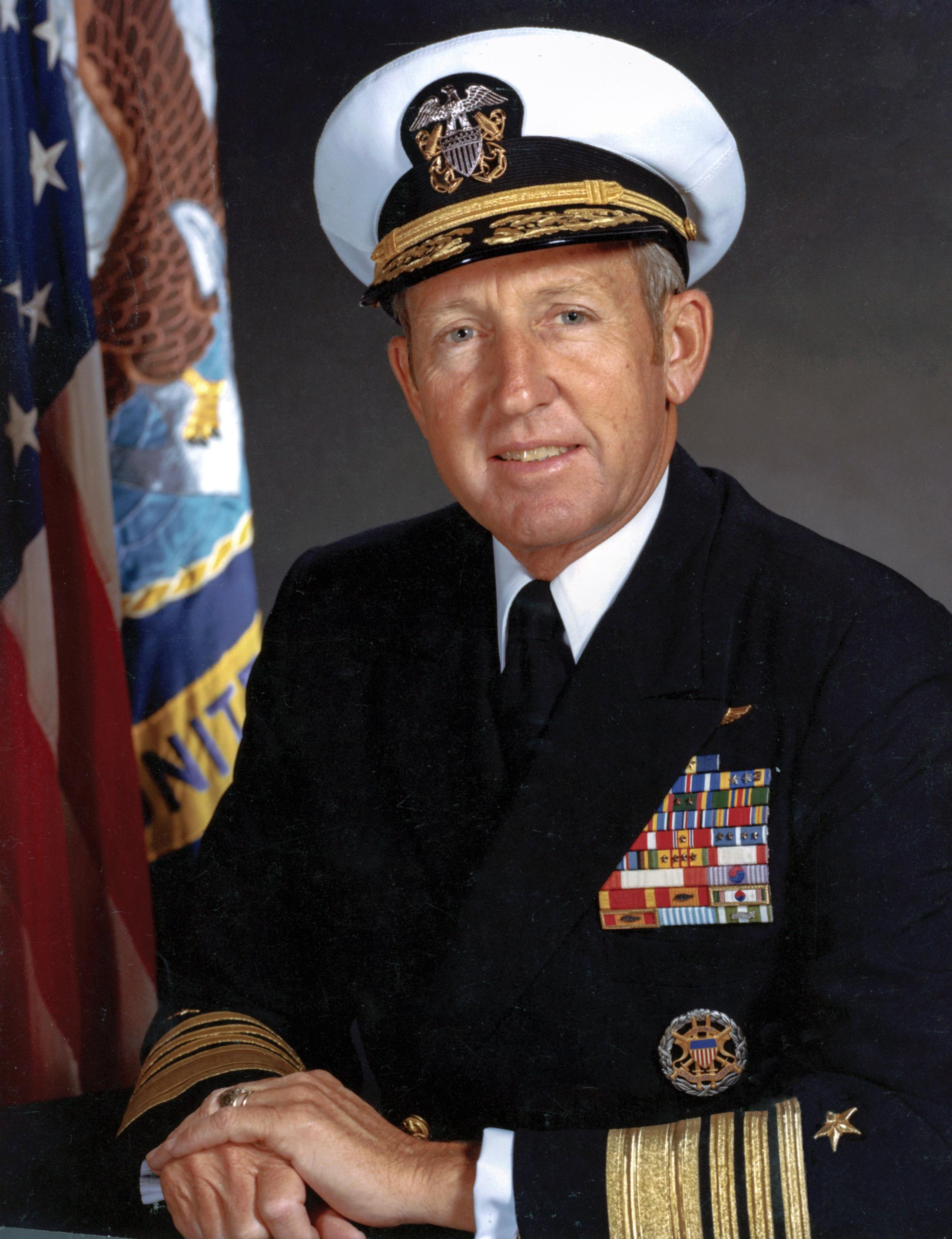
Thomas B. Hayward (1978)

Thomas Bibb Hayward (* 3. Mai 1924 in Glendale, Kalifornien; † 3. März 2022) war ein US-amerikanischer Admiral der US Navy und Chief of Naval Operations.

## Biografie
Nach dem Schulbesuch war er 1947 Absolvent der US Naval Academy in Annapolis und trat anschließend in die US Navy ein.
Während seiner militärischen Laufbahn wurde er 1971 Direktor des Büros für Programmbegutachtung der Marine (Office of Program Appraisal) im Verteidigungsministerium der Vereinigten Staaten sowie im Anschluss von 1973 bis 1975 Direktor der Marineprogrammplanung (Navy Program Planning) im Büro des Chief of Naval Operations.
Nach einer darauffolgenden einjährigen Tätigkeit als Kommandeur der im westlichen Pazifik und Indischen Ozean operierenden 7. US-Flotte war er vom 12. August 1976 bis zum 9. Mai 1978 Oberkommandierender der in Pearl Harbor stationierten US-Pazifikflotte.
Am 1. Juli 1978 wurde Admiral Thomas B. Hayward schließlich selbst Chef der Marineoperationen (Chief of Naval Operations) und damit zum ranghöchsten Offizier und Chef des Stabes der US-Marine. Diese Funktion hatte er bis zu seinem Eintritt in den Ruhestand am 30. Juni 1982 inne. Während seiner Dienstzeit als Chef der Marineoperationen war seine Frau Peggy Hayward am 25. November 1978 Taufpatin beim Stapellauf des amphibischen Angriffsschiffs Peleliu.
Für seine militärischen Verdienste wurde er mehrfach ausgezeichnet und erhielt neben der Air Medal und dem Distinguished Flying Cross auch den Orden Legion of Merit. Darüber hinaus engagierte er sich im Council on Foreign Relations.
Hayward starb am 3. März 2022.

## Auszeichnungen
Auswahl der Dekorationen, sortiert in Anlehnung der Order of Precedence of the Military Awards:
- Defense Distinguished Service Medal (2 ×)
- Navy Distinguished Service Medal (3 ×)
- Coast Guard Distinguished Service Medal
- Legion of Merit (3 ×)
- Distinguished Flying Cross
- Air Medal (10 ×)
- Navy & Marine Corps Commendation Medal (3 ×)